# Blok Sepuluh
Blok Sepuluh is een bestuurslaag in het regentschap Serdang Bedagai van de provincie Noord-Sumatra, Indonesië. Blok Sepuluh telt 3165 inwoners (volkstelling 2010).